# Brianne Davis
Brianne Davis (Atlanta, 21 april 1982) is een Amerikaans actrice.
Davis kreeg haar eerste rol als actrice in een aflevering in Dawson's Creek in 2001. Haar volgende rol kwam echter pas in 2005, toen ze, naast verscheidene rollen in independent films, een kleine rol had in Jarhead.
Hierna kreeg Davis rollen in bekende televisieseries, waaronder Nip/Tuck, CSI: Crime Scene Investigation, Veronica Mars en Entourage.

## Filmografie
- 2005 - House of Grimm - Onbekend
- 2005 - Promtroversy - Tiff'ny Whitney
- 2005 - Crash Landing - Rochelle Davis
- 2005 - Jarhead - Kristina
- 2005 - The Kid & I - Marla
- 2006 - Swedish Auto - Ann
- 2007 - Something's Wrong in Kansas - Jessica
- 2007 - The Haunting of Marsten Manor - Jill
- 2007 - I'm with Stupid - Debbie
- 2008 - Prom Night - Crissy
- 2009 - American Virgin - Naz (Nathalie)
- 2012 - Hollywood Heights - Grace
- 2015 - Synchronicity - Abby